# Wolfgang Müller (Fußballspieler, 1934)
Wolfgang Müller (* 4. Februar 1934) ist ein ehemaliger deutscher Fußballspieler. 1956 spielte er für den SC Motor Karl-Marx-Stadt in der DDR-Oberliga, der höchsten Spielklasse im DDR-Fußball.

## Sportliche Laufbahn
Zum Kader des DDR-Oberligisten SC Motor Karl-Marx-Stadt für die Saison 1956 (Kalenderjahrsaison) gehörte auch der 22-jährige Stürmer Wolfgang Müller. Schon kurz nach Beginn der Saison war Trainer Walter Fritzsch gezwungen, Ersatz für seinen ausgefallenen etatmäßigen Außenstürmer Dieter Möbius zu suchen. Nach mehreren untauglichen Experimenten versuchte es Fritzsch im siebten Oberligaspiel mit Wolfgang Müller, der bisher noch nicht eingesetzt worden war. In der Begegnung SC Motor – BSG Rotation Babelsberg (1:0) wurde Müller als Linksaußen aufgestellt, wurde aber in der 71. Minute durch Joachim Speck ersetzt, der damit seinerseits zum Saisondebüt kam. Müller verschwand nach seinem ersten Auftritt für mehrere Jahre aus der 1. Mannschaft des SC Motor. Erst in der Spielzeit 1961/62, in der der DDR-Fußball zur Sommer-Frühjahr-Saison zurückkehrte, erschien Müller wieder im Aufgebot der Karl-Marx-Städter. Diese hatten eine Odyssee bis in die Drittklassigkeit hinter sich und spielten derzeit in der zweitklassigen I. DDR-Liga. Dort waren wegen des Systemwechsels in der aktuellen Spielzeit 39 Punktspiele zu absolvieren. Wolfgang Müller kam nur in vier Ligaspielen zum Einsatz und hatte damit nur wenig Anteil an der am Saisonende erfolgreichen Rückkehr in die Oberliga.
Danach hatte der SC Motor Karl-Marx-Stadt für Müller keine Verwendung mehr, der sich daraufhin 1963 der Betriebssportgemeinschaft (BSG) Motor West Karl-Marx-Stadt anschloss, die ihre zweite Saison in der DDR-Liga (die II. DDR-Liga war eingestellt worden) absolvierte. Müller konnte sich sofort einen Stammplatz in der Mannschaft erobern, als er 29 der 30 Ligaspiele bestritt. Auch in der folgenden Spielzeit 1964/65 gehörte er zum Spielerstamm und wurde in allen 30 Punktspielen eingesetzt. Am Ende der Spielzeit musste die BSG Motor West in die drittklassige Bezirksliga absteigen und kehrte nicht mehr in den DDR-weiten Spielbetrieb zurück. Das Gleiche galt auch für Wolfgang Müller.

## Hinweis
1. ↑  Die meisten Quellen geben 1940 als Geburtsjahr an. Das ist offensichtlich falsch, da Müller dann bei seinem ersten Einsatz 16 Jahre alt gewesen wäre. Das hier verwendete Geburtsjahr wird bei D.F.S.F (s. o.) angegeben.

| Personendaten    | Personendaten            |
| ---------------- | ------------------------ |
| NAME             | Müller, Wolfgang         |
| KURZBESCHREIBUNG | deutscher Fußballspieler |
| GEBURTSDATUM     | 4. Februar 1934          |